# Texas Stadium
O Texas Stadium foi o estádio do time de futebol americano Dallas Cowboys, da NFL. Localizado em Irving, subúrbio de Dallas, Texas (EUA), tem capacidade para 65.675 espectadores.

## História

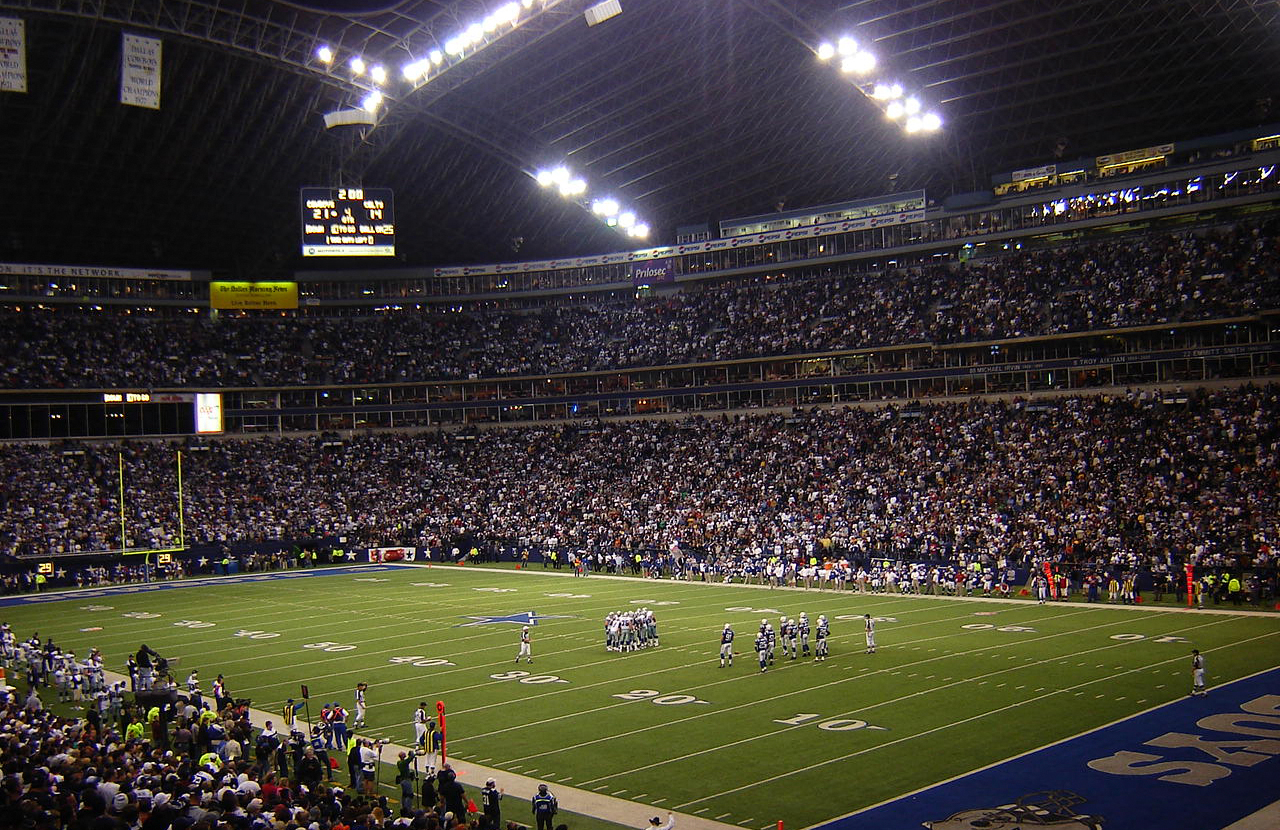
Interior do estádio.

A construção começou em 1967 e foi inaugurado em 24 de Outubro de 1971, com um Culto do pastor norte-americano Billy Graham e uma partida entre Dallas Cowboys e New England Patriots.
Foi feito para substituir o antigo Cotton Bowl. Originalmente projetado como estádio fechado, houve falhas na construção e não pode-se fechar o teto sobre o campo, ficando com a aparência dos estádios de futebol europeus.
Recebeu em 1973 o Pro Bowl, o jogo entre os melhores jogadores das ligas (AFC x NFC) de futebol americano (semelhante ao all-star game da NBA).
Ironicamente, nunca recebeu o Super Bowl, porém o Dallas Cowboys é um dos maiores vencedores da disputa entre os campeões da AFC  e da NFC, com 5 triunfos.
O Dallas Cowboys abandonou o Texas Stadium em 2009, para mandar seus jogos no seu próprio estádio, localizado em Arlington, Texas.
Em 11 de Abril de 2010 o Texas Stadium foi demolido por determinação da Prefeitura de Irving ao custo de USD 6 milhões.  